# 송암역
송암역(松岩驛)은 경상북도 예천군 용궁면 가야리에 위치한 경북선의 임시승강장이었으며, 현재는 폐지된 철도역이다. 현재는 흔적이 거의 남아있지 않다.

## 연혁
- 1970년 10월 1일 : 임시승강장으로 영업 개시[1]
- 1974년 12월 5일 : 폐역[2]